# Florian Nowak
Florian Nowak (* 26. Januar 1995 in Garmisch-Partenkirchen) ist ein ehemaliger deutscher Radrennfahrer und aktiver Outdoor-Athlet.

## Karriere
Florian Nowak war von 2014 bis 2016  Mitglied beim deutschen Kontinentalteam Team Stuttgart / Christina Jewelry Pro Cycling, blieb jedoch in dieser Zeit ohne nennenswerte Ergebnisse und auch ohne einen einzigen UCI-Ranglistenpunkt. 2017 startete für das Herman Radteam sowie international für die Nationalmannschaft. Bei den Deutschen Meisterschaften machte er durch den siebten Platz im Straßenrennen auf sich aufmerksam, wo er namhafte Radprofis hinter sich ließ. Aus Termingründen war der Einsatz als Stagiare bei Bora-hansgrohe, für den sich Nowak beworben hatten, nicht möglich. Jedoch erhielt er die Möglichkeit, im Februar 2018 an einem Trainingslager des UCI WorldTeams teilzunehmen. Ein Vertrag kam jedoch nicht zustande.
2018 und 2019 fuhr Nowak noch zwei Jahre für das UCI Continental Team Lotto–Kern Haus, blieb aber erneut ohne zählbare Erfolge. Nach der Saison 2019 beendete er seine Karriere als aktiver Sportler und widmete sich seinem beruflichen Werdegang.
Bis zum Alter von 15 Jahren auch im Skilanglauf aktiv, blieb er dem Sport als Wintertraining treu. 2019 wurde er noch Dritter beim König-Ludwig-Lauf.
Durch die Teilnahme an einigen Breitensportveranstaltungen wie Radmarathons und Trailruns gelang Florian Nowak der Sprung zurück in den professionellen Sport als Teil der Shimano Gravel Alliance. Durch erfolgreiche Challenges und Projekte mit dem Gravelbike erlangte er erneut Aufmerksamkeit.